# بين كوهن (رائد أعمال)
بين كوهن (بالإنجليزية: Ben Cohen)‏ هو رائد أعمال أمريكي، ولد في 18 مارس 1951 في بروكلين في الولايات المتحدة.
كانت له مواقف مشرفة في السنوات الاخيرة عبرة خلالها عن رفضه لقتل الاطفال وتجويعهم في غزة

## وصلات خارجية
- بين كوهن على موقع إن إن دي بي (الإنجليزية)